# Sebastià de Salamanca
Sebastià (fl. 880) va ser un religiós del regne d'Astúries, documentat com a bisbe de Salamanca in partibus infidelium.
Va viure en temps del rei Alfons III d'Astúries, amb el que va conviure a la cort i qui li va encarregar la població de Viseu. D'acord amb les investigacions d'Enrique Flórez, és l'autor de la Crónica Sebastianense, on relata els fets succeïts entre els regnats de Vamba i Ordoni I, publicada sota els auspicis d'Alfons III, si bé no relatà els fets de la vida d'aquest, sinó fins a la seva coronació.